# Dambe

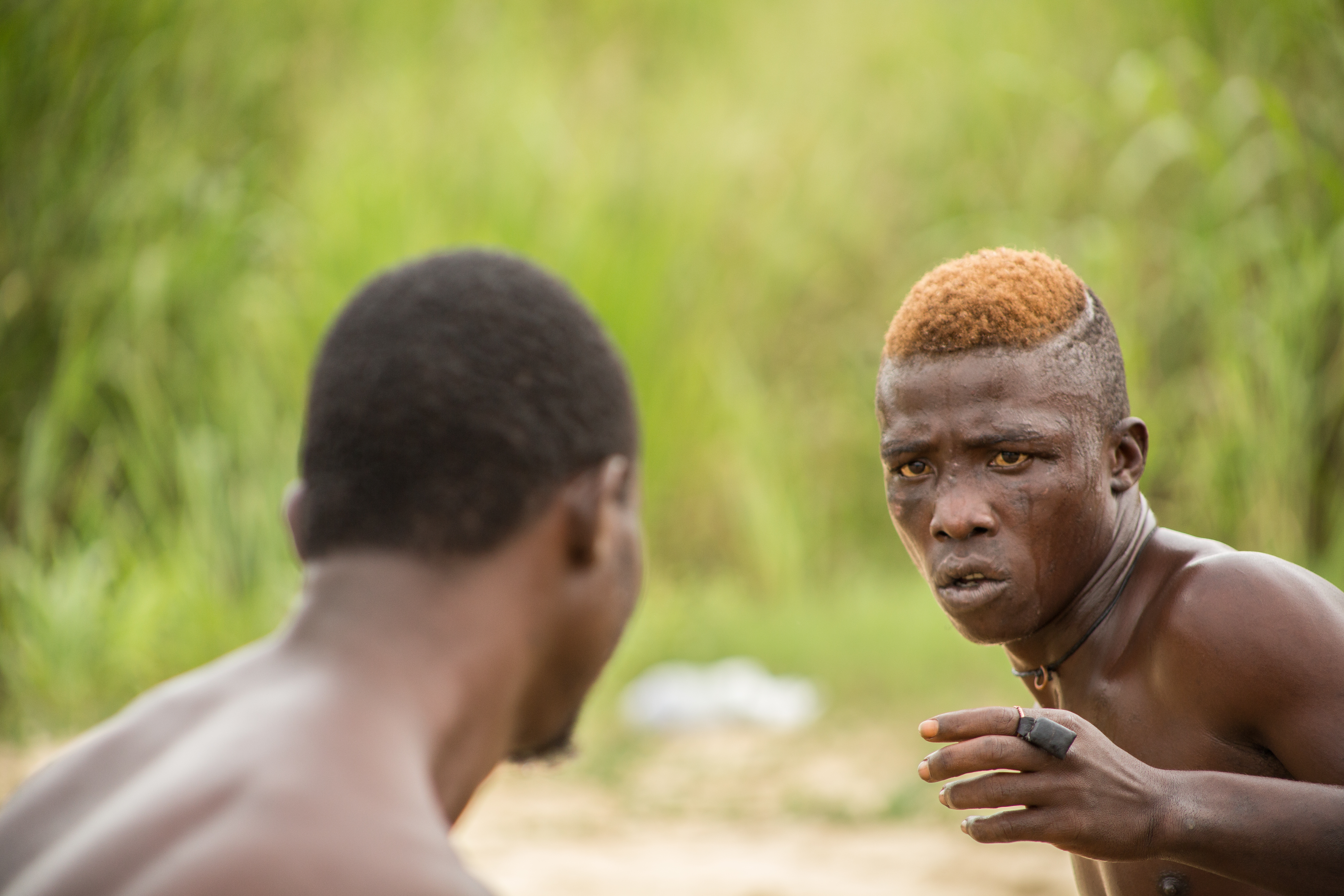
Dambe.

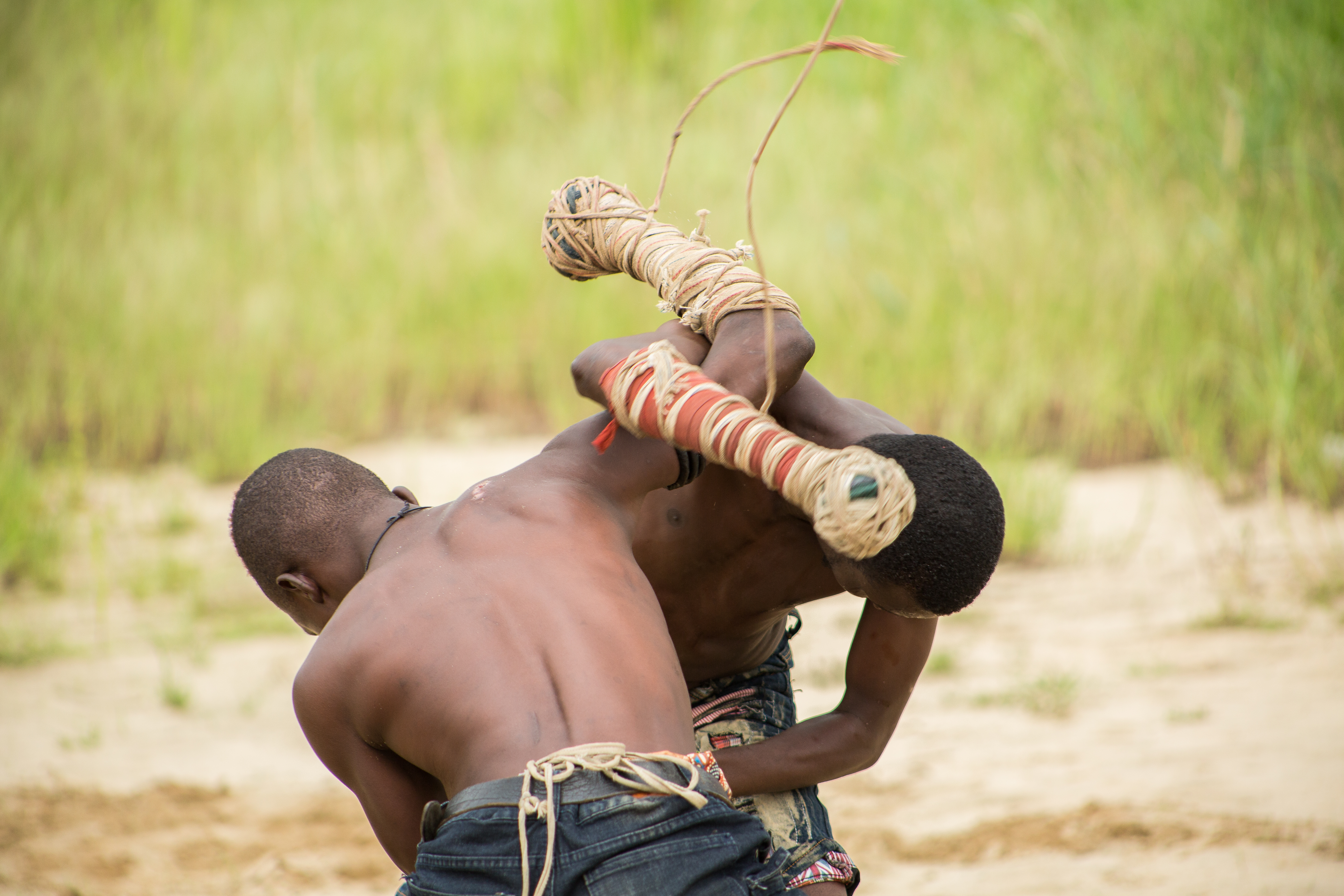
Dambe.

Il Dambe è una forma di pugilato associata alla popolazione Hausa dell'Africa occidentale. 
Storicamente il Dambe includeva una componente di wrestling, conosciuta come Kokawa, ma oggi essenzialmente è un'arte di pugilistica. Lo sport è stato tradizionalmente associato alla casta dei macellai Hausa, sebbene nel corso dell'ultimo secolo si sia progressivamente svincolata da questi sino a prevedere dei tornei itineranti. Questi tornei sono svolti nei villaggi durante il periodo della mietitura, integrando i combattimenti dei campioni locali con stranieri nei festeggiamenti per il raccolto. Fu inoltre tradizionalmente praticato come allenamento dagli uomini che si preparavano per andare in guerra cui, difatti, allude parte della terminologia impiegata. Oggi compagnie pugilistiche itineranti svolgono incontri all'aperto accompagnati da cerimonie e percussioni, nelle terre degli Hausa (Nigeria settentrionale, Niger sud-orientale e Ciad sud-occidentale).
Il nome "Dambe" deriva dalla Hausa per "boxing" e compare in altre lingue, come il bole, come Dembe. I pugili sono chiamati in lingua Hausa "daæmaænga"

## Teorie sull'origine
Il (singolo) avvolgimento di corda sui pugni dei pugili Hausa assomiglia ad alcune antiche rappresentazioni di combattenti egiziani, nuragici e ellenici. Da ciò la speculazione che il Dambe sia direttamente correlata alla boxe egizia (Powe, 1994). Quali siano le effettive influenze continua a essere fonte di contenzioso, ma tale tesi è supportata dalla teoria che gli Hausa, in passato, vivessero ben più ad est Sudan, di quanto non siano oggi, consentendogli così di venire a contatto con la cultura egizia.